# Тонітаун (Меріленд)
Тонітаун (англ. Taneytown) — місто (англ. town) в США, в окрузі Керролл штату Меріленд. Населення — 7234 особи (2020).

## Географія
Тонітаун розташований за координатами 39°39′23″ пн. ш. 77°10′8″ зх. д. / 39.65639° пн. ш. 77.16889° зх. д. (39.656298, -77.168811).  За даними Бюро перепису населення США в 2010 році місто мало площу 7,88 км², з яких 7,86 км² — суходіл та 0,02 км² — водойми.

## Демографія
Згідно з переписом 2010 року, у місті мешкало 6728 осіб у 2434 домогосподарствах у складі 1813 родин. Густота населення становила 854 особи/км².  Було 2554 помешкання (324/км²).
Расовий склад населення:
| - 91,3 % — білих - 4,5 % — чорних або афроамериканців - 0,7 % — азіатів - 0,1 % — корінних американців |

До двох чи більше рас належало 2,7 %. Частка іспаномовних становила 2,7 % від усіх жителів.
За віковим діапазоном населення розподілялося таким чином: 27,9 % — особи молодші 18 років, 58,8 % — особи у віці 18—64 років, 13,3 % — особи у віці 65 років та старші. Медіана віку мешканця становила 37,0 року. На 100 осіб жіночої статі у місті припадало 90,3 чоловіків;  на 100 жінок у віці від 18 років та старших — 86,0 чоловіків також старших 18 років.
Середній дохід на одне домашнє господарство  становив 82 873 долари США (медіана — 78 364), а середній дохід на одну сім'ю — 90 174 долари (медіана — 86 552). За межею бідності перебувало 14,0 % осіб, у тому числі 24,4 % дітей у віці до 18 років та 7,9 % осіб у віці 65 років та старших.
Цивільне працевлаштоване населення становило 3481 осіб. Основні галузі зайнятості: освіта, охорона здоров'я та соціальна допомога — 23,8 %, виробництво — 12,3 %, роздрібна торгівля — 11,8 %.